# 格伦 (前波美拉尼亚-吕根县)
格伦是德国梅克伦堡-前波莫瑞州的一个市镇。总面积6.89平方公里，总人口1234人，其中男性599人，女性635人（2011年12月31日），人口密度167人/平方公里。